# بئر أم قرين
بئر أم قرين أو أو بير أم قرين أو بير أم كرين هي ثاني التجمعات السكنية (بعد الزويرات) وإحدى مدن ولاية تيرس زمور تقع في أقصى شمال موريتانية على الحدود مع منطقة الصحراء الغربية المتنازع عليها، يربطها طريق بري مع مدينة تندوف الجزائرية حيث يقيم اللاجئون الصحراويون منذ فترة، وهي مدينة ملتقى تجاري قديما مع الصحراء والمغرب والجزائر وحلقة أساسية في الطريق إلى الصحراء الكبرى.[بحاجة لمصدر]

## المناخ
يظهر الجدول التالي التغييرات المناخية على مدار السنة لبير أم كرين:
| البيانات المناخية لـبير ام اكرين  | البيانات المناخية لـبير ام اكرين | البيانات المناخية لـبير ام اكرين | البيانات المناخية لـبير ام اكرين | البيانات المناخية لـبير ام اكرين | البيانات المناخية لـبير ام اكرين | البيانات المناخية لـبير ام اكرين | البيانات المناخية لـبير ام اكرين | البيانات المناخية لـبير ام اكرين | البيانات المناخية لـبير ام اكرين | البيانات المناخية لـبير ام اكرين | البيانات المناخية لـبير ام اكرين | البيانات المناخية لـبير ام اكرين | البيانات المناخية لـبير ام اكرين |
| الشهر                             | يناير                            | فبراير                           | مارس                             | أبريل                            | مايو                             | يونيو                            | يوليو                            | أغسطس                            | سبتمبر                           | أكتوبر                           | نوفمبر                           | ديسمبر                           | المعدل السنوي                    |
| --------------------------------- | -------------------------------- | -------------------------------- | -------------------------------- | -------------------------------- | -------------------------------- | -------------------------------- | -------------------------------- | -------------------------------- | -------------------------------- | -------------------------------- | -------------------------------- | -------------------------------- | -------------------------------- |
| متوسط درجة الحرارة الكبرى °م (°ف) | 21 (70)                          | 24 (75)                          | 27 (80)                          | 28 (82)                          | 30 (86)                          | 34 (93)                          | 39 (102)                         | 39 (103)                         | 36 (96)                          | 31 (87)                          | 26 (79)                          | 22 (72)                          | 30 (86)                          |
| متوسط درجة الحرارة الصغرى °م (°ف) | 12 (54)                          | 14 (57)                          | 16 (61)                          | 17 (63)                          | 18 (65)                          | 21 (69)                          | 25 (77)                          | 26 (78)                          | 24 (76)                          | 21 (69)                          | 17 (63)                          | 13 (56)                          | 19 (66)                          |
| الهطول مم (إنش)                   | 2.5 (0.1)                        | 2.5 (0.1)                        | 0 (0)                            | 2.5 (0.1)                        | 0 (0)                            | 0 (0)                            | 0 (0)                            | 2.5 (0.1)                        | 13 (0.5)                         | 7.6 (0.3)                        | 5.1 (0.2)                        | 5.1 (0.2)                        | 38 (1.5)                         |
| المصدر: Weatherbase               |                                  |                                  |                                  |                                  |                                  |                                  |                                  |                                  |                                  |                                  |                                  |                                  |                                  |